# Saxon (Wisconsin)
Saxon es un pueblo ubicado en el condado de Iron en el estado estadounidense de Wisconsin. En el Censo de 2010 tenía una población de 324 habitantes y una densidad poblacional de 1,89 personas por km².

## Geografía
Saxon se encuentra ubicado en las coordenadas 46°29′52″N 90°25′10″O / 46.49778, -90.41944. Según la Oficina del Censo de los Estados Unidos, Saxon tiene una superficie total de 171.3 km², de la cual 171.12 km² corresponden a tierra firme y (0.1%) 0.17 km² es agua.

## Demografía
Según el censo de 2010, había 324 personas residiendo en Saxon. La densidad de población era de 1,89 hab./km². De los 324 habitantes, Saxon estaba compuesto por el 98.46% blancos, el 0% eran afroamericanos, el 0% eran amerindios, el 0% eran asiáticos, el 0% eran isleños del Pacífico, el 0% eran de otras razas y el 1.54% pertenecían a dos o más razas. Del total de la población el 0% eran hispanos o latinos de cualquier raza.